# Hilfskomitee Südliches Afrika
Das Hilfskomitee Südliches Afrika e. V. ist ein eingetragener Verein mit Sitz in Coburg. Er hat zum Ziel, den deutschen Einfluss in den ehemaligen, als Kolonien bezeichneten deutschen Schutzgebieten und Siedlungsgebieten im südlichen Afrika (Angola, Simbabwe, Namibia und Südafrika) zu wahren. Vorsitzender des Vereins ist Hartmut Fröschle.

## Ziele
Nach eigenen Angaben bezweckt der Verein „die Förderung von Menschen und ihres Volkstums im südlichen Afrika, insbesondere solcher, die aus politischen oder rassischen Gründen verfolgt werden, oder die enteignet und vertrieben wurden, sowie die Aufklärung der Öffentlichkeit über die Vorgänge in diesem Raum.“ Der Verein wurde 1976 vom NPD-Funktionär Peter Dehoust in Coburg gegründet, nachdem deutsche Farmer durch Unabhängigkeitsbewegungen in Angola enteignet worden waren. Die Farmer kritisierten, von offizieller deutscher Seite keine Unterstützung erhalten zu haben. In den Jahren 1976, 1977 und 1978 wurde die Gruppe in den Verfassungsschutzberichten als rechtsextreme Organisation aufgeführt. Später gab es vereinzelt solche Erwähnungen in verschiedenen Landesberichten (so 1996 im Bericht des Landes Nordrhein-Westfalen).
Die älteste Veranstaltungsreihe ist das Südafrika-Seminar, das 2009 zum 30. Mal in Coburg stattfand. Am 17./18. Oktober 2009 hielt dort auch der in Südafrika lebende rechtsextreme Publizist Claus Nordbruch eine Rede.

## Positionen
Der Verein bezeichnet die Schlacht am Waterberg, bei der deutsche Truppen den Aufstand der Herero blutig niederschlugen, als „Waterberglüge“. Die offizielle Geschichtsschreibung verfälsche die Fakten und weise den Deutschen ein zu großes Maß an Schuld für den Völkermord an den Herero zu.
Das HSA unterstützte die Apartheidspolitik, wie sie noch bis in die 1980er Jahre existierte, und bedauert, dass die Länder des südlichen Afrikas in den 1970er Jahren „nach und nach unter neue Herrschaft fielen“.
Zweimal jährlich gibt die Gruppe einen Rundbrief an den Freundeskreis des HSA heraus, in dem sich Berichte über die laufende Arbeit des Vereins finden und Werbung für die Privatschul-Projekte des Vereins in Afrika gemacht wird. Mitglieder veröffentlichten Berichte in der von den Verfassungsschutzbehörden als rechtsextrem eingestuften ehemaligen Monatszeitschrift Nation und Europa.

## Kooperationen
Der Verein pflegt gute Verbindungen zum Traditionsverband ehemaliger Schutz- und Überseetruppen, der als Dachverband der Kameradschaften der kaiserlichen Schutztruppen gegründet wurde. 1983 wurde der Vereinsname des „Traditionsverbandes“ durch den Zusatz „Freunde der früheren deutschen Schutzgebiete“ ergänzt. In der Förderung von Schulen für deutschstämmige Afrikaner arbeiten die beiden Vereine zusammen.
Das HSA unterstützt Privatschulen in Namibia, an denen Kinder von Deutschstämmigen in rein deutschen Klassen u. a. die deutsche Sprache lernen. Die Schulen befinden sich in Grootfontein, Otavi, Otjiwarongo, Omaruru und Swakopmund. Seit der Unabhängigkeit Namibias wird an den staatlichen Schulen ausschließlich in der Amtssprache Englisch unterrichtet. Weitere Sprachen werden dann gelehrt, wenn eine Klassengröße erreicht wird. Die Bundesrepublik unterstützt finanziell nur gemischte Schulen mit namibischen und deutschstämmigen Kindern, was diese Privatschulen aber ablehnen.
Im Dezember 2006 reiste eine Gruppe der Burschenschaft „Thuringia Braunschweig“ auf Einladung eines Alten Herren und seiner Frau für vier Wochen durch Namibia. Dort übergaben sie Spenden der Verbindung und des HSA an verschiedene deutsche Schulen.
Kooperationen durch eine Doppelmitgliedschaft gab es beispielsweise durch Rolf Sauerzapf (Kirchenrat i. R., Militärpfarrer), der gleichzeitig Mitglied in der Evangelischen Notgemeinschaft in Deutschland war.